# Micka Pavlič
Micka Pavlič, znana tudi kot Marija Pavlič, Podnartovčeva Micka ali Blažičeva Micka,slovenska ljudska slikarka in rezbarka, * 30. marec 1821, Selca, † 12. september 1891, Selca.

## Zgodnje življenje
Rodila se je 30. marca 1821 v Selcih v revni družini. Njena mati je bila kmetica kajžarica Elizabeta Gašperič, njen oče pa je bil zelo kmet kajžar in ljudski umetnik Andrej Pavlič (1790–1873). Imela je sestro, ki je kasneje postala kmetica kajžarica. Že v zgodnjem otroštvu jo je oče začel učiti svoje umetnosti.

## Delo
V poznih najstniških letih je postala boljša umetnica od očeta in odprla svojo delavnico v Selcih. Oče ji je pri tem pomagal.Izdelovala je:
- Panjske končnice: Lesene deske, pritrjene na vhode panjev, okrašene s prizori, od svetopisemskih pripovedi do alegoričnih in podeželskih motivov.
- Steklo: Majhne pobožne podobe, naslikane na steklenih ploščah za domače oltarje.
- Lesene rezbarije: »Bridke mantre« (nabožne plošče) in druge nabožne figure za zasebno in cerkveno uporabo.

Njena najboljša dela so bile panjske končnice, podolgovate sprednje plošče za čebelnjake, pri čemer je uporabljala šablone, v katere je bilo izrezanih več deset drobnih luknjic.Pigment v prahu je nanašala tako, da je z vrečko tapkala po šabloni, kar je ustvarilo ostre, živahne vzorce, ki so se zelo dobro ohranili.

## Kasnejša leta
Poučevala je vnuka svoje sestre Petra Žmitka.Po smrti staršev je živela sama z dvema kozama.Nikoli se ni poročila.Posvečale se je le umetnosti in slikala do svoje smrti 12. septembra 1891 v Selcah.

## Slog in tehnika
Mickine figure so zelo stilizirane. Zaznamujejo jih oblačila, drža in dejavnost, ne pa individualizirane poteze, upodobljene pa so v rdečih, okrastih, rjavih, modrih in zelenih odtenkih. Uporaba šablon in pigmenta v prahu je zagotovila, da so njene barve ostale žive tudi po desetletjih brez neposredne sončne svetlobe.Katalog njene delavnice je vseboval vsaj 141 različnih motivov, 71 verskih in 70 posvetnih, od biblijskih in nabožnih prizorov do posvetnih žanrskih motivov, kot so iniciacijski obredi ameriških staroselcev Mandanov, prepiri kmetov zaradi živine, bojni prizori in Turek, ki kadi pipo.

## Zapuščina
Primerke Mickinih panjskih polic in poslikav na steklu hranijo zbirke Slovenskega etnografskega muzeja in Loškega muzeja v Škofji Loki.Še naprej se jih preučuje kot ene najpomembnejših primerkov kranjskega ljudskega slikarstva 19. stoletja.

## Dodatna literatura
- Selška dolina (1973) - Železniki : Muzejsko društvo